# 栗田裕夫
栗田 裕夫（くりた ひろお、1926年1月7日 - 2016年7月19日）は、日本の自衛隊員、実業家。位階は従四位。
陸上自衛隊第11師団長・陸将や、セブン-イレブン・ジャパン社長を務めた。

## 人物・経歴
1943年、旧制上田中学校（現長野県上田高等学校）卒業。1945年、陸軍士官学校卒業。日本の降伏後、陸上自衛隊に入隊。1979年、陸上自衛隊第11師団長。1981年にセブン-イレブン・ジャパン入社。1992年には鈴木敏文の後任としてセブン-イレブン・ジャパン社長に就任した。1995年の阪神・淡路大震災ではヘリコプターを使って弁当を空輸し、「ライフライン」で第12回新語・流行語大賞トップテンに入賞した。1997年、健康上の理由で退任。2016年、多臓器不全で死去。